# Bernd Kistenmacher
Bernd Kistenmacher, né le 26 octobre 1960 à Berlin, est un musicien allemand de musique électronique.

## Biographie
En 1982 il rencontre un autre musicien berlinois, Mario Schönwälder, avec qui il travaille. En 1986, il publie ses premiers enregistrements et reçoit son premier prix comme meilleur nouvel artiste (décerné par la radio WDR). Dès 1985, il se fait remarquer lors de concerts à Berlin, puis en 1986 à Francfort lors des journées du Synthétiseur, White Wawes.
Sur ses albums solo, où il collabore ponctuellement avec Harald Grosskopf, ressort l'influence de l'école de Berlin. Plus tard il se consacre à la world music.
Bernd Kistenmacher possédait trois Labels : Timeless Sounds, Musique Intemporelle et MI Records. Ses disques ont été publiés sur le label Green Tree Records, aujourd'hui disparu. L'album Un viaggio attraverso l’Italia, paru en 2001, a été distribué par BSC Music, et l'album Celestial Movements, paru en 2009, chez MellowJet Records. 
En 2009, après quatre années d'absence, il se produit de nouveau sur scène à Paris. En juin 2010, il se produit au planétarium de Bochum pour la parution de son nouveau CD, Beyond the Deep.

## Discographie
- Dancing Sequences (1984)
- Music from outer Space (1985)
- Romantic Times (1986)
- Head-Visions (1986)
- Wake up in the Sun (1987)
- Kaleidoscope (1989)
- Outlines (1990)
- Characters (1991) (avec Harald Grosskopf)
- Live + Studio Tapes (1992)
- Starting Again (1995)
- Thoughts (1996)
- Stadtgarten Live (1997) (avec Harald Grosskopf, Live à Cologne en Janvier 1991)
- Compiled Dreams (1997)
- Contrasts, Vol I (1998)
- Contrasts, Vol II (1999)
- Berlin Live '85 (1999)
- Electronic goes Benefit (1999)
- Dresden 08/89 (1999)
- The Treasure Box (1999)
- Totally Versmold (1999)
- Romantic Times (1999)
- Music From Outer Space (1999)
- Best of Best (1999)
- My Little Universe (1999) (Box de 8 CD paru en 300 exemplaires)
- Un Viaggio Attraverso L’Italia (2001)
- Celestial Movements (2009)
- Beyond The Deep (2010)
- Let it Out! (2011)
- Electronic Music For Life (2011) (Compilation)
- Mystic Highlands - A new era (2011) (Compilation)
- Antimatter (2011)
- Let it Out!+ (2012) (CD)
- Utopia (2013) (avec Vana Verouti)
- Disintegration (2017)